# Reino de África
El reino de África fue un reino medieval creado en 1135 por el rey normando Roger II de Sicilia en el área costera de Tunicia, Argelia oriental y Tripolitania.

## Historia
Roger II hizo de su reino de Sicilia el poder dominante en el Mediterráneo. Gracias a una poderosa flota, formada bajo diferentes almirantes, hizo una serie de conquistas en la costa de África entre 1135 y 1153, que iban desde Trípoli (Libia) hasta el cabo Bon (Túnez) y Bona (Argelia).
En esas dos décadas, Roger II creó un "Reino normando de África" que se convirtió en una especie de "protectorado" siciliano, apoyado en parte por la pequeña comunidad cristiana que había sobrevivido en el África del Norte.
Los normandos aprovecharon el hecho de que una epidemia (seguida de hambruna) había debilitado a los árabes de Tunicia y fueron recibidos con simpatía por los habitantes gracias a los alimentos que llevaron desde Sicilia. Con ellos se trasladaron varios centenares de cristianos, que crearon resentimiento entre los musulmanes locales. En la capital Mahdía fue abierta oficialmente una iglesia católica local, la primera desde la conquista árabe del siglo VIII.
En 1146, el rey normando aprovechó una crisis interna entre los árabes para adueñarse de toda la Tripolitania costera hasta el golfo de Sirte. Los normandos de Sicilia dieron total autonomía administrativa a los nobles árabes locales, pero ya en 1158 (poco después de la muerte de Roger II en 1154), los almohades volvieron al poder en casi todo el reino de África.
En 1160, la capital del reino y último baluarte cristiano en África del Norte, Mahdía, cayó en manos árabes. Sucesivamente los cristianos del África desaparecieron a causa de las persecuciones de los fanáticos musulmanes almohades, aunque unas muy pequeñas comunidades sobrevivieron en el sur de Tunicia durante algunos siglos más.
Solamente la pequeña isla de Tabarka, en el norte de Tunicia, quedó en manos cristianas (hasta el inicio del Renacimiento), por ser propiedad de la república de Pisa que tenía contratos comerciales de explotación del coral local con el bey de Túnez. El islote de Tabarka se convirtió con el tiempo en el predecesor de las plazas fuertes de África.